# Calle Arlegui
La calle Arlegui es una calle que cruza el centro de la ciudad de Viña del Mar en la  Región de Valparaíso, Chile. Su extensión comienza en su intersección con la Avenida La Marina al este y termina en la calle von Schroeders, a un costado del cerro Castillo, al oeste. Lleva su nombre en honor a Juan de Dios Arlegui, abogado y político chileno.
Fue concebida por José Francisco Vergara en el plano fundacional de la ciudad en el año 1874, sin embargo, en los primeros años de la vida urbana de Viña del Mar el trazado de la calle se encontraba ocupado por el lecho del estero Marga Marga, que se internaba hasta la calle del Comercio. En el año 1887 la Intendencia de Valparaíso concedió el permiso para ensanchar la naciente ciudad hacia el norte, surgiendo definitivamente la calle Arlegui.